# Берти, Монтегю, 11-й граф Линдси
Монтегю Перегрин Берти, 11-й граф Линдси (англ. Montague Peregrine Bertie, 11th Earl of Lindsey; 26 декабря 1815 — 27 января 1899) — английский дворянин и землевладелец. Он бы известен как Достопочтенный Монтегю Берти с 1815 по 1877 год.

## Происхождение
Родился 26 декабря 1815 года. Второй сын Албемарла Берти, 9-го графа Линдси (1744—1818), и его жены Шарлотты Сюзанны Элизабет Лейард (1780—1858).

## Карьера
Как и его старшая сестра, леди Шарлотта Гест (1812—1895), Монтегю был ненасытным читателем и обладал прекрасной памятью; но, к сожалению, он напоминал своего старшего брата Джорджа тем, что был странно не от мира сего и не приспособлен к взрослой жизни.
Берти получил образование в Итонском колледже, а затем вступил в 81-й пехотный полк в июле 1832 года в качестве прапорщика. Он был произведен в лейтенанты в Гренадерской гвардии в марте 1834 года и приобрел звание капитана в июне 1839 года. 10 августа 1849 года он был произведен в заместители лейтенанта Линкольншира.
21 марта 1877 года после смерти своего старшего бездетного брата, Джорджа Берти, 10-го графа Линдси (1814—1877), Монтегю Берти унаследовал титул 11-го графа Линдси в графстве Линкольншир (Пэрство Англии), став членом Палаты лордов Великобритании.

## Семья
30 мая 1854 года в Лондоне Монтегю Берти женился на Фелиции Элизабет Уэлби (1835 — 16 марта 1927), дочери преподобного Джона Эрла Уэлби (1786—1867), который был сыном сэра Уильяма Эрла Уэлби, 1-го баронета, и братом Реджинальда Уэлби, 1-го барона Уэлби. Её матерью была Фелиция Элизабета Хоул (1797—1888), дочь преподобного Хамфри Арама Хоула (1763—1814). У супругов был один сын:
- Монтегю Берти, 12-й граф Линдси (3 сентября 1861 — 2 января 1938).

Лорд Линдси скончался 29 января 1899 года в возрасте 83 лет. Ему наследовал его единственный сын Монтегю.